# Hospital de la Sangre (Jerez)
El antiguo Hospital de la Sangre de Nuestro Señor Jesucristo, también conocido como el Hospital de la Sangre, es un edificio erigido en 1485 para su funcionamiento como hospital en el barrio de Santiago, en Jerez de la Frontera (Andalucía, España).
Después de haber sido sede principal del Centro de Acogida San José, una residencia asistida para personas mayores dependientes, pasó a convertirse en Centro de Emergencia Social, para cobijar, ayudar y orientar a familias en dificultades. Sin embargo, posteriormente debido al cierre de la Iglesia de Santiago, la Hermandad del Prendimiento lo usó como sede hasta su regreso a Santiago.

## Descripción
Edificio sencillo, de claras líneas renacentistas, destaca la portada barroca de su fachada, del siglo XVIII.
La obra original de altorrelieve que se exhibe sobre el dintel de la fachada se encuentra en el Museo Arqueológico de la ciudad. Representa a Cristo saliendo del sepulcro con uno de sus pies puesto sobre uno de los soldados que lo custodian.

## Historia

### Origen. El Hospital
El Hospital de la Sangre fue fundado en 1485 y consiguió estar en activo hasta el siglo XIX, pese a la reducción de hospitales realizado porque concentró las labores asistenciales en el Hospital de la Candelaria, en la actual Alameda Cristina.
Dicho hospital vino a dar nombre a la calle, siendo de la Sangre hasta su modificación en el siglo XX a la actual calle Tardixt.
En 1852, es convertido en asilo para ancianos, siendo este el uso hasta 2011, que pasó a ser Centro de Emergencia Social.

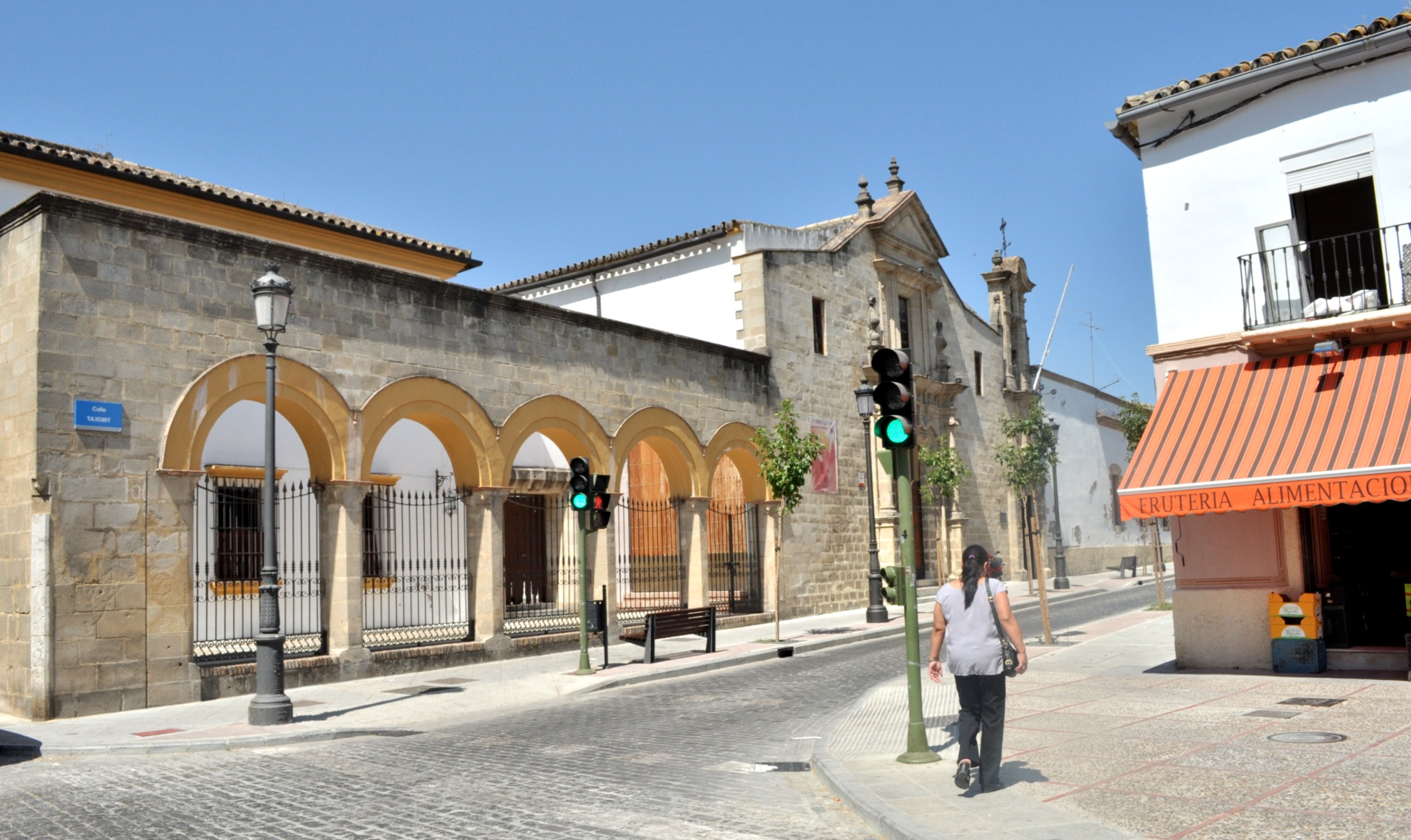
Antiguo Hospital de la Sangre.

### Centro de Acogida
De 1852 a 2011, durante más de siglo y medio, el antiguo Hospital actuó como centro gerontológico, donde se prestaba atención socio-sanitaria. En el centro convivían temporal o permanentemente personas mayores con algún grado de dependencia.
El centro estaba dirigido por el Patronato Fundación Centro de Acogida San José, institución benéfica conformada por el Ayuntamiento de Jerez y la Diócesis de la ciudad, cuya presidencia corresponde a la alcaldía de la ciudad. A su vez, la vicepresidencia recae sobre la Dirección General de Bienestar Social y del Mayor.
Tras la construcción un nuevo Centro de Acogida San José en la calle Francisco Riba, de propiedad municipal, cuya superficie es de 7.843 metros cuadrados., se dejó el Hospital de la Sangre para nuevas funciones.

### Centro de Emergencia Social
El 19 de agosto de 2011 se decidió que el Hospital de la Sangre acogería un Centro de Emergencia Social, centro que acogería a familias en situación de especial dificultad.

### Casa de Hermandad
Con objeto de permitir sacar sus pasos de la capilla (que no del edificio, que es propiedad del Ayuntamiento), la Hermandad ha realizado modificaciones en ella (una puerta de gran tamaño), que parece no hubiera respetado el carácter de Bien de Interés Cultural de la Iglesia de Santiago